# 関東山地
関東山地（かんとうさんち）とは、関東地方と中部地方（中日本）を隔てる山地である。関東平野の西側にあり、群馬県、埼玉県、東京都、神奈川県、長野県、山梨県にまたがる。相模川を境に大きく南北に分かれ、北側に秩父山地、南側に丹沢山地が広がる。最高峰は奥秩父山塊の北奥千丈岳で、標高2,601m。
利根川水系、荒川水系、多摩川水系、相模川水系、富士川水系、信濃川水系の源流部となる。妙義山、両神山、瑞牆山、金峰山、甲武信ヶ岳、雲取山、大菩薩嶺、大岳山、丹沢山などの山々がある。秩父山地の高天原山（御巣鷹の尾根）では日本航空123便墜落事故があった。
北部には秩父多摩甲斐国立公園・妙義荒船佐久高原国定公園・明治の森高尾国定公園、南部には丹沢大山国定公園がある。